# Palais Schwarzenberg (Schwarzenbergplatz)

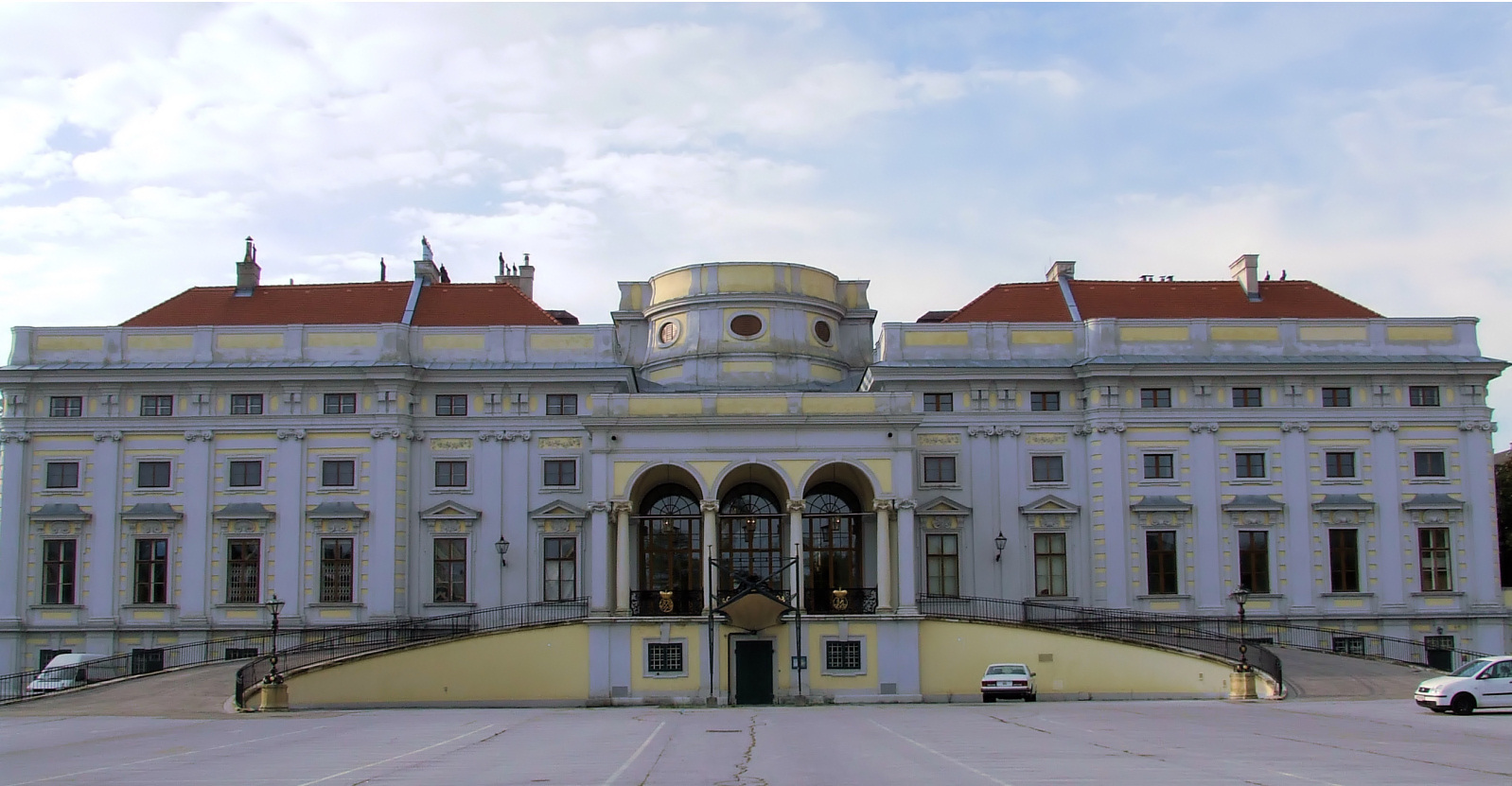
Palais Schwarzenberg

Das Palais Schwarzenberg ist ein Palais im 3. Wiener Gemeindebezirk Landstraße. Es zählt zu den bedeutendsten barocken Gartenpalais Wiens.

## Geschichte
Das Palais wurde im Jahre 1697 vom Obersthofmarschall Heinrich Franz Graf von Mansfeld und Fürst von Fondi bei Johann Lukas von Hildebrandt als Palais Mansfeld-Fondi in Auftrag gegeben. Der Rohbau wurde 1704 vollendet.
Das Sommerpalais mit seinem prächtigen Garten befindet sich in direktem Anschluss an das Schloss Belvedere, welches zu der Zeit ebenfalls von Johann Lukas von Hildebrandt für Prinz Eugen von Savoyen erbaut wurde. Noch während der Bauzeit des Palais Mansfeld-Fondi verstarb der Fürst von Mansfeld. Das unfertige Anwesen wurde schließlich im Jahre 1716 von Adam Franz Karl Fürst von Schwarzenberg gekauft. Für die Fertigstellung beauftragte der Fürst die Architekten Johann Bernhard Fischer von Erlach und Joseph Emanuel Fischer von Erlach. Das Kuppelfresko wurde von Daniel Gran im Jahre 1726 geschaffen, ebenso die Deckenbilder im Großen Saal und mehrere Supraporten. Die endgültige Fertigstellung erfolgte im Jahre 1728. 1751/52 wurde vom Ingenieur Andrea Altomonte östlich die Reitschule angebaut (1927–29 von Karl Wilhelm Schmidt überarbeitet). Das kostbare Mobiliar sowie die bedeutende Gemäldesammlung stammten zum großen Teil aus dem einstigen Winterpalais der Familie, dem alten Schwarzenbergischen Majoratshaus Palais Schwarzenberg am Neuen Markt, das 1894 abgerissen und durch Zinshäuser ersetzt wurde.
Während des Zweiten Weltkrieges wurde das Palais Schwarzenberg durch Bombenangriffe schwer beschädigt. Es wurde jedoch nach Kriegsende wieder vollständig aufgebaut.
1982–84 erfolgte im Haupthaus ein Gastronomiegeschoß-Umbau durch den Architekten Hermann Czech.

## Gartenanlage (Schwarzenberggarten)

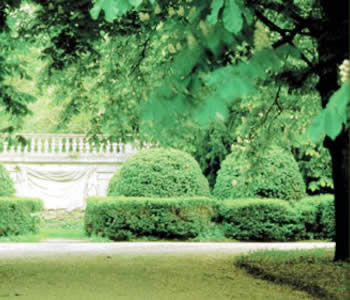
Gartenanlage

Die Gartenanlage entstand als italienisch-französischer Terrassengarten des Barock ab 1697, und wurde von Hildebrandt und den Erlachs mitgestaltet. Sie sah in der Art wie der angrenzende, Zeit- und Gartengestalter-gleiche Belvederegarten aus, ist aber – anders als dieser – nurmehr in den Grundzügen erhalten. Geblieben sind neben Rundbrunnen und Mittelachse Teile des Garteninventars, so eine Raptusgruppe und Vier Jahreszeiten von Lorenzo Matielli (nach 1712), Gartenvasen von J.B. v. Erlach, und anderes. J.E. v. Erlachs Feuermaschine zum Betrieb der Gartenspiele galt im 18. Jahrhundert als die bedeutendste technische Sehenswürdigkeit Wiens.
Die vor dem Palais befindliche kleine Parkanlage um den Hochstrahlbrunnen entstand auf einem ursprünglich nicht zum Schloss gehörigen Areal 1873, anlässlich der Fertigstellung der ersten Wiener Hochquellleitung.  Im Zweiten Weltkrieg erlitt die Anlage wie das Schloss schwere Beschädigungen, und wurde in der Nachkriegszeit als Park mit französischen Elementen über den Grundachsen revitalisiert. Es gibt einen inzwischen schönen Baumbestand.
Der Garten gehört trotz der Überformung zu den bedeutendsten gartenarchitektonischen Denkmalen Österreichs und steht unter Denkmalschutz (Nr. 54 im Anhang zu § 1 Abs. 12 DMSG und in der Denkmalliste als Gesamtanlage). Als Naturdenkmal ausgewiesen ist ein Mammutbaum (Sequoiadendron giganteum; NDM Nr. 506, 1959).

## Heutige Nutzung
Das Palais befindet sich nach wie vor im Besitz der Familie Schwarzenberg, und zwar deren Familienstiftung. Das Palais beherbergt in einem Seitentrakt, der ehemaligen Reitschule an der Prinz-Eugen-Straße, die Schweizer Botschaft sowie die Schweizer Konsularabteilung.
Bis Jänner 2006 wurde das Palais teilweise als 5-Sterne-Hotel und als Restaurant verwendet. Seit August 2006 können Teile des Anwesens einschließlich des Parks für Veranstaltungen genutzt werden.
2007 verpachtete die Schwarzenberg'sche Familienstiftung die Immobilie für 60 Jahre an eine Volksbanken-Tochter; das Nutzungsrecht lag bei Mohamed Bin Issa Al Jaber. Geplant war laut Betreiber der Umbau des Palais zu einem „6-Sterne-Deluxe-Hotel“. Die Eröffnung sollte 2011 erfolgen, der Umbau fand jedoch nicht statt. Im Februar 2011 wurde bekannt, dass das Projekt zu scheitern drohe, wenn Al Jaber nicht bis Ende März 20 Millionen Euro dafür bereitstelle. Da die erwartete Zahlung ausblieb, wurde mit 4. April 2011 der Vertrag mit Al Jabers Firmengruppe von der Volksbankengruppe gekündigt. In der Folge wurde auch der Vertrag zwischen der Volksbanken-Gruppe und der Schwarzenberg'schen Familienstiftung beendet.
In Absprache mit der Schwarzenberg'schen Familienstiftung beteiligte sich ein Spielkasinounternehmen aus Baden im Aargau, Schweiz, im Sommer 2013 an der Ausschreibung für neue Kasinolizenzen in Wien: Das Grand Casino Wien im Palais sollte zwei Kasinos und ein Restaurant umfassen. Die Schwarzenberg'sche Familienstiftung kündigte an, den Park des Palais öffentlich zugänglich zu machen, wenn die Kasinolizenz hier zustandekomme. Am 27. Juni 2014 erhielt das Konsortium den Zuschlag für die Kasinolizenz. Nach einem jahrelangen Rechtsstreit um die Vergabe der Lizenz aufgrund des Einspruchs der Casinos Austria scheiterte 2019 das Projekt endgültig.
Im Mai 2024 wurde bekannt, dass für das Jahr 2026 die Eröffnung eines Luxushotels mit Restaurant und Event-Räumen geplant ist.

Galerie
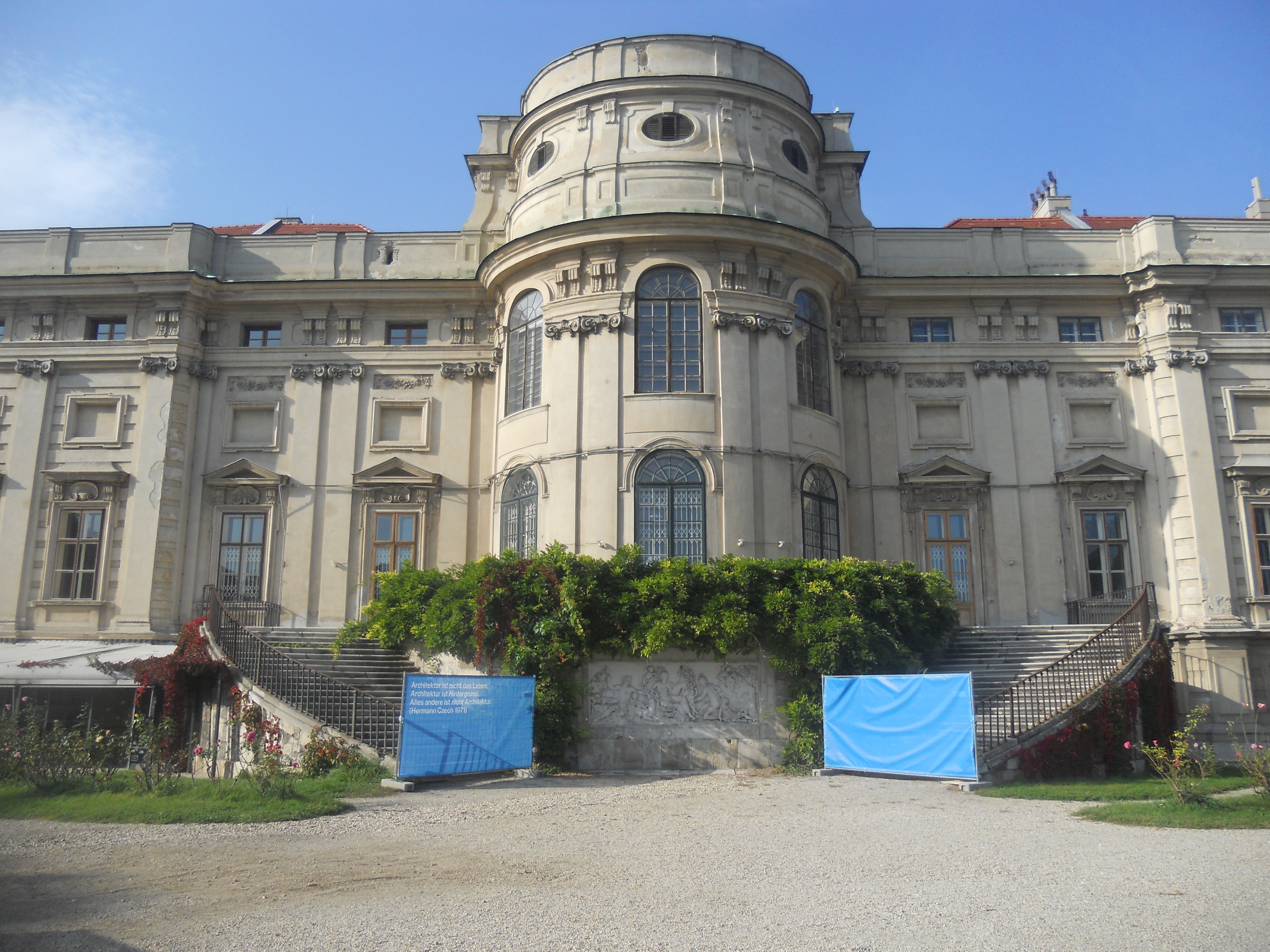
Gartenfassade
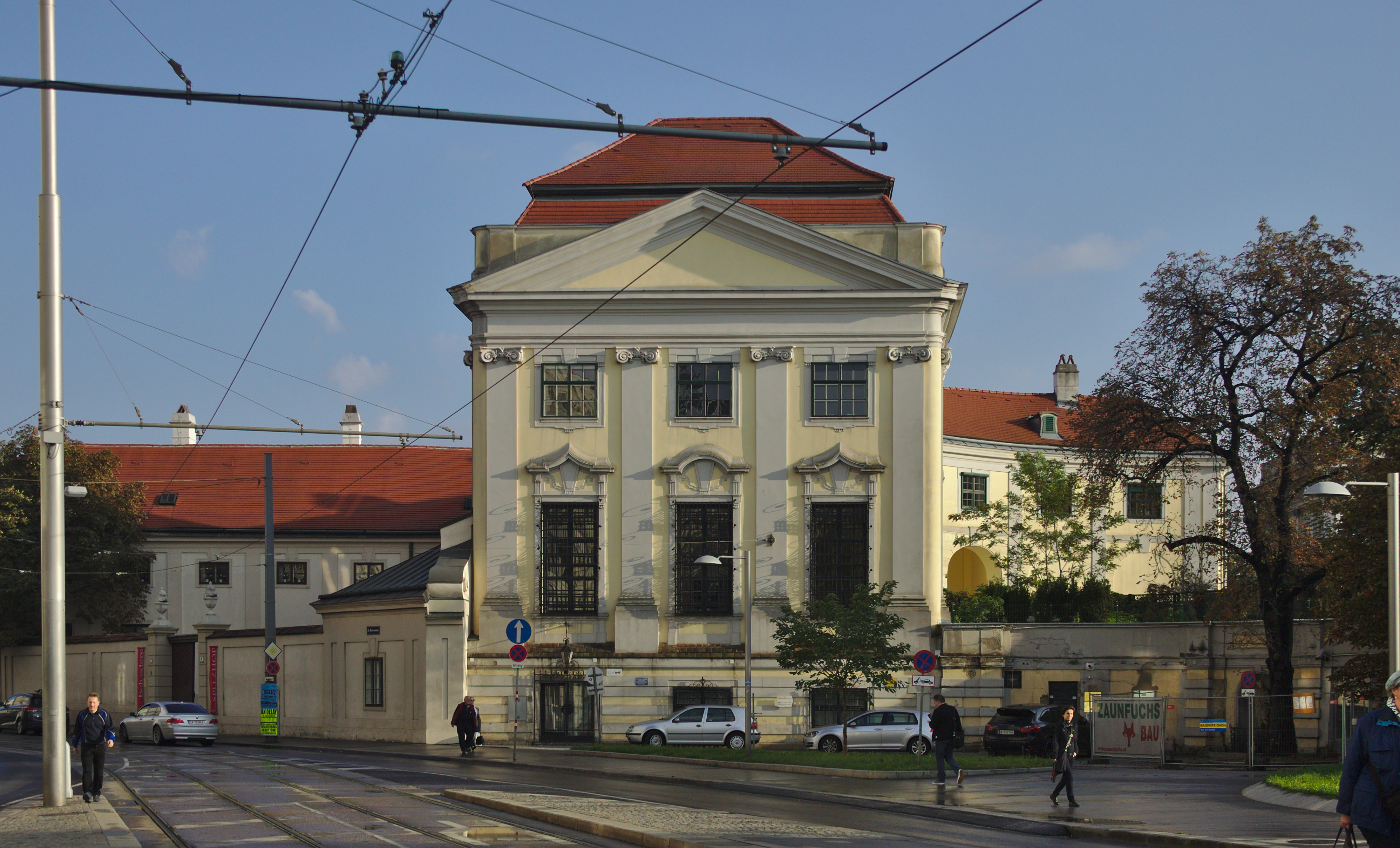
Nebentrakt zum Rennweg
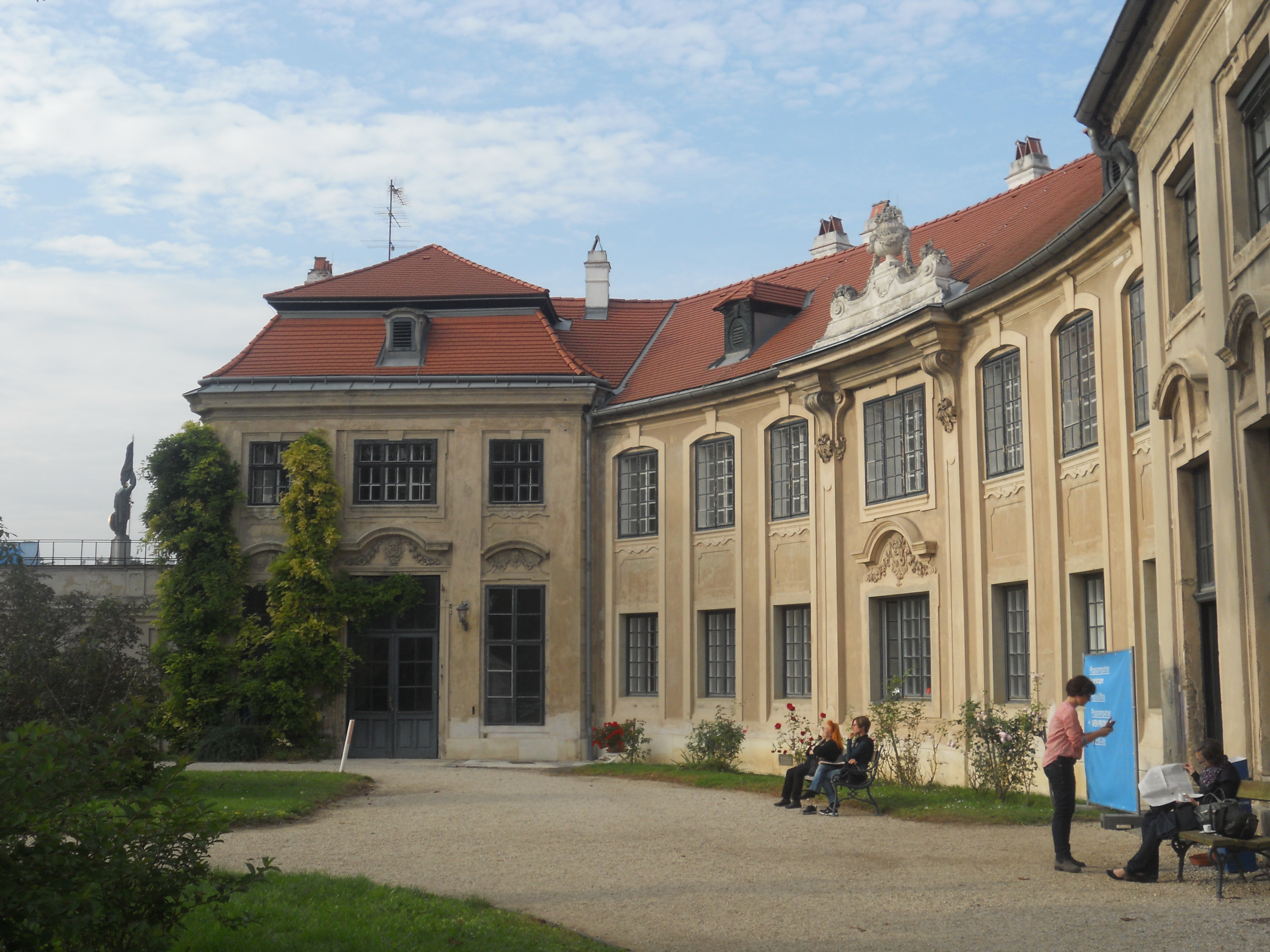
Nebentrakt zum Rennweg vom Garten aus
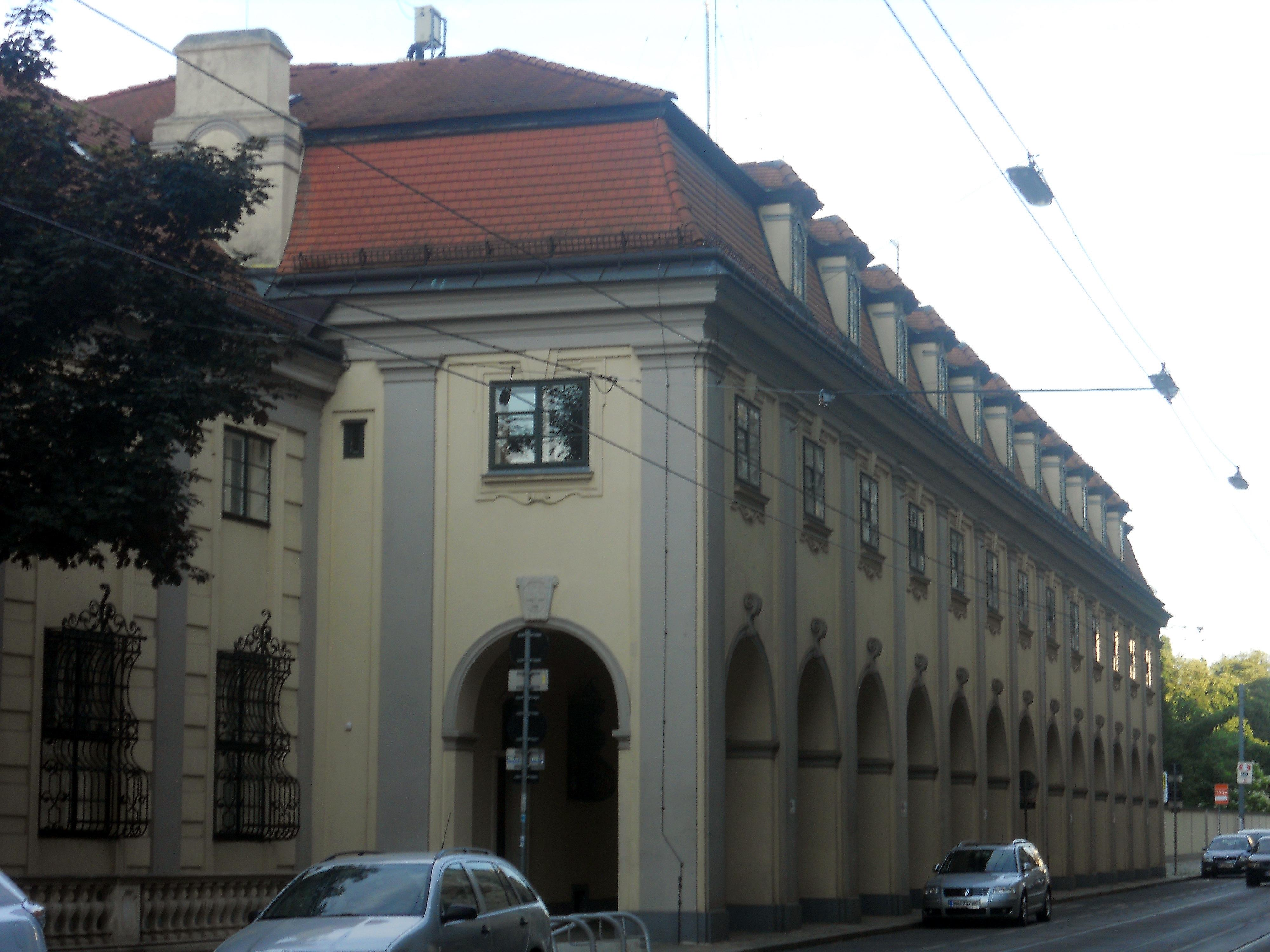
Ehemaliger Reitschultrakt zur Prinz-Eugen-Straße, Sitz der Schweizer Botschaft
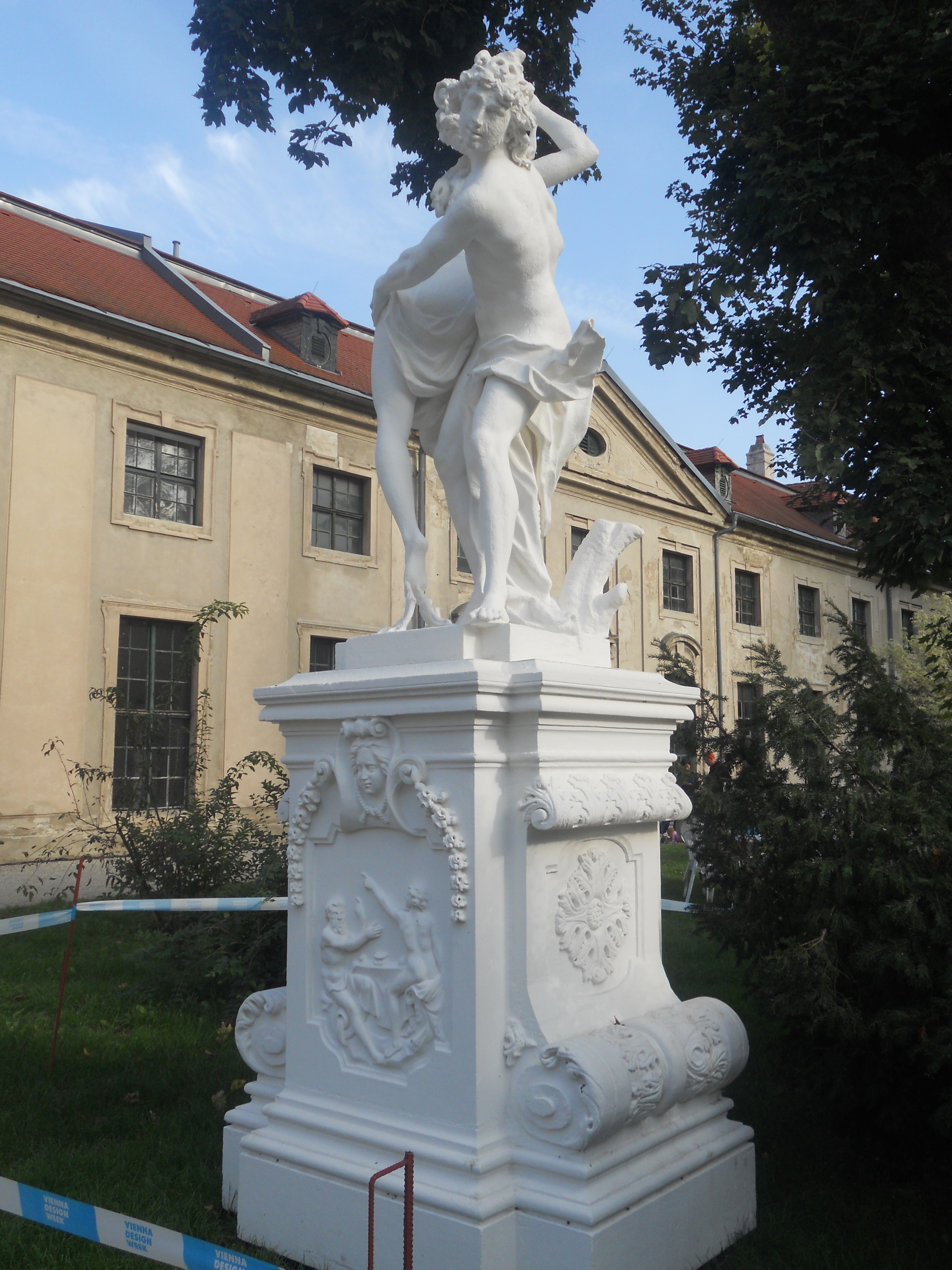
Eine der Gartenskulpturen (Raptusgruppe)
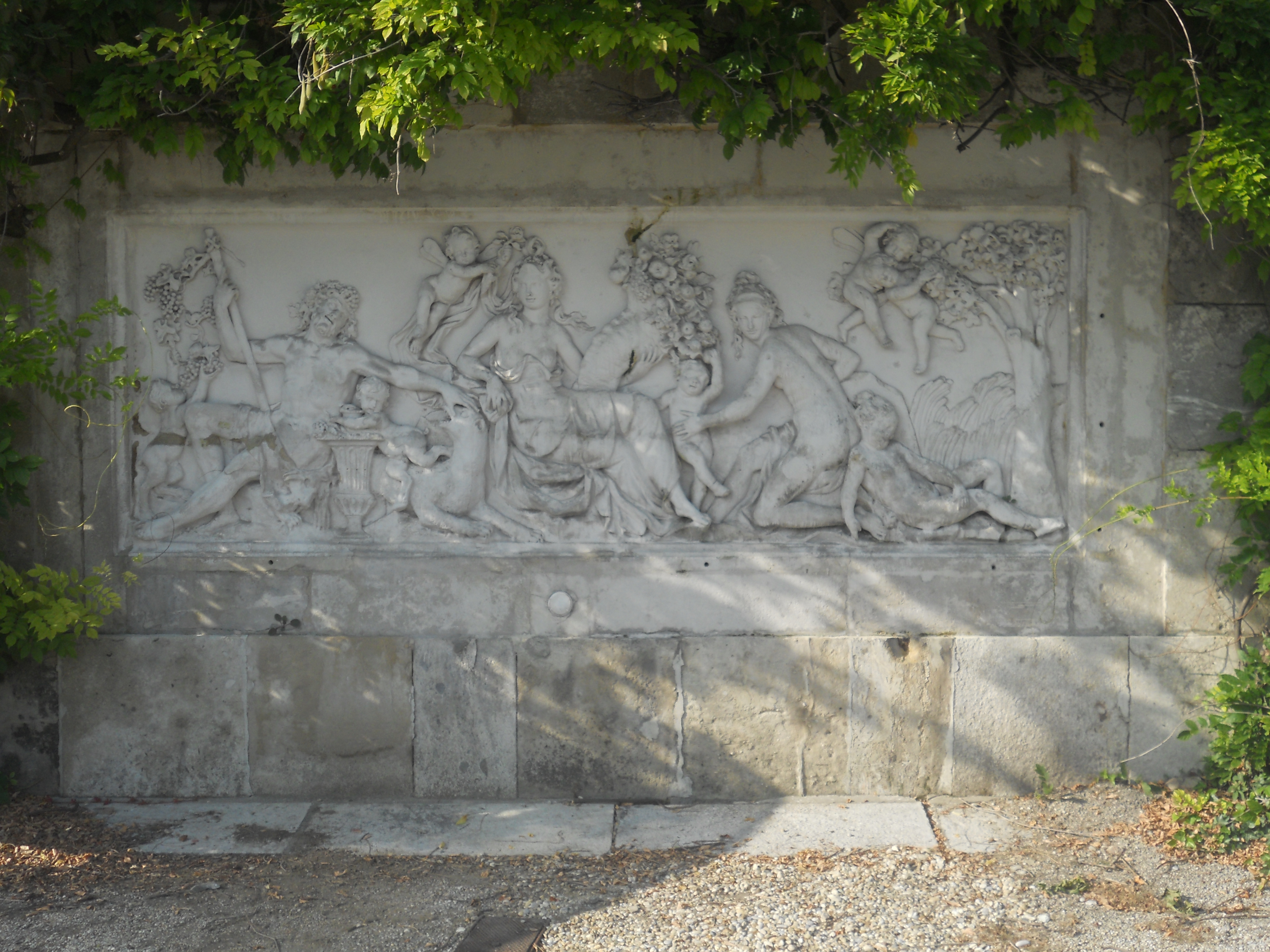
Relief an der Gartenseite
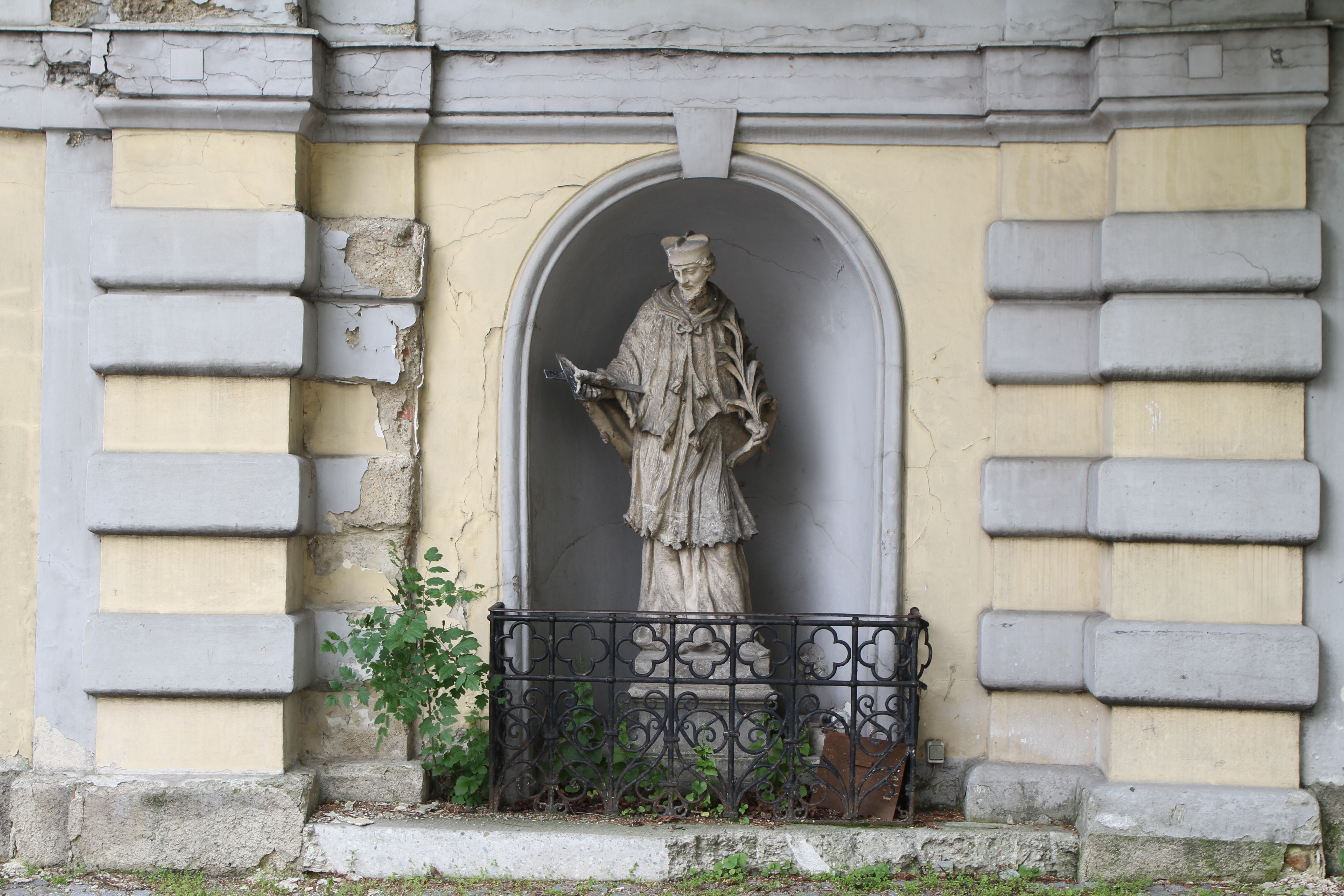
Nische mit Nepomukstatue zum Rennweg hin